# Addressograph-Multigraph
Addressograph Multigraph (AM) war einer der ersten Hersteller, die Ende der 1970er Jahre mit Fotosatz-Maschinen den Bleisatz in Deutschland ablösten.
AM wurde ähnlich wie Commodore mehrmals durch verschiedene Managements übernommen und damit auch zerschlagen.
Die anfangs großenteils marktbeherrschenden Anteile verliefen sich sehr schnell durch konkurrierende Firmen wie Berthold Fototype alias Linotype etc.

## Technisches
Die Maschinen bestanden aus zwei Einheiten, dem Arbeitsplatz mit Bildschirm und der daran angeschlossenen Belichtungseinheit.
Die Belichtungseinheit bestand in der Hauptsache aus einer mit 1600/min rotierenden Schriftscheibe, auf der die jeweilige Schrift war, und einem Xenon-Blitz, der zur Belichtung des Fotomaterials diente.
Auf sehr empfindlichen und teuren (ca. 1700 DM) Schriftscheiben war meist eine Schriftart (nicht mit den heutigen Fonts zu verwechseln) in den Schnitten Fett und Kursiv und deren Kombination vorhanden.
Die ersten Geräte hatten als Speichermedien Lochstreifen, ab ca. 1978 fanden 8-Zoll-Disketten Einzug.
Das Material musste aufwändig von Hand belichtet und nach Fehlerkontrolle korrigiert werden.
Eine WYSIWYG-Steuerung gab es nicht. Sämtliche Steuerbefehle für die Belichtungseinheit mussten händisch eingegeben werden.